# Фрадиньюш
Фрадиньюш (порт. Fradinhos) — архипелаг в составе Азорских островов. Расположен примерно в 9 км (5 милях) к юго-востоку от острова Терсейра.

## География
Образовались в результате извержения подводного вулкана. Высота островов всего несколько десятков метров. У некоторых островов берега почти вертикальны.

## Флора и фауна
Флора и фауна этого района достаточна разнообразна. В океане водится множество моллюсков и крабов. Берега часто покрыты водорослями.

## Дайвинг
Фарадиньюш достаточно популярный регион для дайвинга, но из-за сильных течений только опытные дайверы посещают эти места.